# Ceratopsyche ventura
Ceratopsyche ventura är en nattsländeart som först beskrevs av Ross 1941.  Ceratopsyche ventura ingår i släktet Ceratopsyche och familjen ryssjenattsländor. Inga underarter finns listade i Catalogue of Life.